# Matt Sazama und Burk Sharpless
Matt Sazama und Burk Sharpless sind ein US-amerikanisches Drehbuchautorenduo.

## Karriere
Im August 2008 wurden Sazama und Sharpless von Sony Pictures Entertainment beauftragt, das Drehbuch für eine Neuverfilmung von Flash Gordon zu schreiben, mit Breck Eisner als Regisseur.
Im Januar 2011 beauftragte 20th Century Fox das Duo mit der Adaption von Ataris Arcade-Spiel Missile Command aus den 1980er Jahren. Im August 2011 beauftragte Universal Sazama und Sharpless mit dem Schreiben des Drehbuchs für einen Spielfilm, der auf dem Hasbro-Brettspiel Cluedo basiert. Im September 2011 kaufte Chernin Entertainment einen unbenannten Pitch von Sazama und Sharpless, der als futuristisches Dschungelbuch beschrieben wurde.
Sie schrieben das Drehbuch zum Horror-Fantasyfilm Dracula Untold aus dem Jahr 2014 mit Luke Evans, Sarah Gadon und Dominic Cooper in den Hauptrollen. Der Film wurde von Gary Shore inszeniert und am 10. Oktober 2014 von Universal Pictures in den USA veröffentlicht.
Sazama und Sharpless haben außerdem Cory Goodmans Originalentwurf des Fantasy-Thrillers The Last Witch Hunter aus dem Jahr 2015 mit Vin Diesel, Elijah Wood, Rose Leslie, Julie Engelbrecht und Michael Caine neu geschrieben. Breck Eisner führte Regie bei dem Film, der am 23. Oktober 2015 von Summit Entertainment veröffentlicht wurde.
Darüber hinaus schrieb das Duo das Drehbuch für den Fantasy-Actionfilm Gods of Egypt mit Nikolaj Coster-Waldau, Brenton Thwaites, Gerard Butler und Geoffrey Rush in den Hauptrollen. Der Alex-Proyas-Film wurde am 26. Februar 2016 von Lionsgate veröffentlicht.
Im November 2015 kündigte Netflix ein Remake der TV-Serie Lost in Space aus dem Jahr 1965 an und engagierte die beiden als Drehbuchautoren.  Sazama und Sharpless trugen zur Geschichte des Power-Rangers-Reboots aus dem Jahr 2017 bei. Im selben Jahr wurde bekannt gegeben, dass Sony Pictures das Duo beauftragt hat, das Drehbuch für die Verfilmung der Marvel-Comic-Figur Morbius, zu schreiben. Sie schrieben auch das Drehbuch zum Film Madame Web. Beide Filme sind Teil von Sony’s Spider-Man Universe (SSU).

## Filmografie
- 2014: Dracula Untold
- 2015: The Last Witch Hunter
- 2016: Gods of Egypt
- 2017: Power Rangers
- 2018–2021: Lost in Space – Verschollen zwischen fremden Welten (Lost in Space)
- 2022: Morbius
- 2024: Madame Web